# ネコウズ
ネコウズ（ロシア語: Некоуз）はロシア・ヤロスラヴリ州ネコウズ地区(ru)の村（セロ）である。ノヴィー・ネコウズ(ru)（新ネコウズの意）と区別するため、しばしばスタルィー・ネコウズ（旧ネコウズ）とも呼ばれる。人口は2007年の時点で282人。
ネコウズ地区の行政中心地であるノヴィー・ネコウズから4.4km西に位置する。ネコウズ付近にはチェルナヴカ川(ru)が流れている。帝政ロシア期にはネコウズはモロガ郡(ru)ネコウズ郷（郡：ウエズド、郷：ヴォロスチ）の行政中心地だった。19世紀にルイビンスクからヴェンツピルスへの鉄道路線が敷設される際、ネコウズ村内を通る路線が計画されたが、住人の反対により、鉄道路線は村からおよそ4km離れた位置を通過することになった。この路線上のネコウズ駅を中心に発展したのが現在のノヴィー・ネコウズである。